# Casa consistorial d'Alcoi
La casa consistorial d'Alcoi (l'Alcoià), País Valencià, situat a la plaça d'Espanya número 1, és un edifici de l'arquitecte Jorge Gisbert Berenguer construït a mitjan segle xix en estil neoclàssic.
Igual que la plaça de Dins, aquest edifici es va construir després de la desamortització sobre el solar de l'antic convent de Sant Agustí, que va ser derrocat durant la guerra civil espanyola.
Es tracta d'un edifici en cantonada de quatre plantes, amb tres façanes de carreu i balconades de fosa, amb façana principal a la plaça d'Espanya, centre civil de la ciutat.
La doble porta d'accés se situa en l'eix des del qual s'accedeix a un gran vestíbul d'on arranca l'escala principal, la caixa de la qual sobresurt de l'últim pis, tancada superiorment per claraboies amb vidrieres de colors.
La façana, simètrica i composta per buits ordenats jerarquitzats verticalment, pilastres, guardapols, balustrades, etc., es trenca en un lateral mitjançant una torre sota la qual transcorre un passatge que uneix les places d'Espanya i de Dins.